# Pak Song-chol (calciatore 1987)
Pak Song-chol (박성철?, 朴成哲?; 24 settembre 1987) è un calciatore nordcoreano, centrocampista del Visakha.

## Carriera

### Club
Pak Song-chol ha giocato dal 2007 al 2017 nel Rimyongsu Sports Club (campionato nordcoreano) e in seguito nel Visakha Football Club (campionato cambogiano).

### Nazionale
Ha giocato nella nazionale nordcoreana Under-20.
Ha esordito in nazionale maggiore nel 2007.